# Syrup16g (アルバム)
syrup16g（シロップ16グラム）は、2008年1月30日にリリースされた、Syrup16gの累計7枚目、メジャー5作目のアルバムであり、ラストアルバムである。メンバー曰く、この時には既にバンドとしての体を成しておらず、レコーディングについてはドラム・ベースのリズム録りと、ギターアレンジ・歌入れがバラバラの状態で行われた。
解散アルバムとしての詳細をROCKIN'ON JAPAN2008年2月号に五十嵐が全曲解説を載せている。

## 収録曲
1. ニセモノ
プロモーションビデオが存在する楽曲。
2. さくら
プロモーションビデオが存在する楽曲。発売後4日間限定でフル公開された。映像は「ニセモノ」と併せてDVD「the last day of syrup16g（初回限定版）」のDISC-3に収録されている。
3. 君をなくしたのは
4. 途中の行方
5. バナナの皮
6. 来週のヒーロー
7. ラファータ
8. HELPLESS
9. 君を壊すのは
10. scene through
11. イマジネーション
五十嵐曰くここからは解散ソングとなる。
12. 夢からさめてしまわぬように 
タイトルの通りsyrup16gの最期を著した楽曲。元々は五十嵐が亡くなった父親の事を歌った曲だったが、アルバム収録に当たって歌詞が大幅に変更されている。

## 演奏
- 橋本竜樹：Overdub (#11)